# Comité Militar de Salvación Nacional
El Comité Militar de Salvación Nacional ( en árabe: المجلس العسكري للخلاص الوطني‎  ; en francés: Comité Militaire de Salut National   , CMSN) fue un gobierno militar de Mauritania que asumió el poder en 1979. 
Fue liderado por el coronel Mohamed Khouna Ould Haidalla, Ahmed Ould Bouceif y otros oficiales que impulsaron un golpe de Estado militar el 6 de abril de 1979, derrocando al Coronel Mustapha Ould Salek del Comité Militar para la Recuperación Nacional (CRMN) quien hasta entonces tenía el poder efectivo.
Fue reemplazado por Mohamed Mahmoud Ould Louly en mayo de 1979. Haidalla emergería más tarde como el principal hombre fuerte militar y asumió todos los poderes. Fue depuesto por Maaouya Ould Sid'Ahmed Taya en el golpe de Estado de 1984 . La CMSN permaneció como institución hasta 1992, cuando Taya introdujo un sistema multipartidista después del referéndum constitucional de 1991. Maaouya Ould Sid'Ahmed Taya perdió el poder en el golpe de Estado de 2005.
El principal logro de la CMSN fue hacer las paces con el Frente Polisario del Sáhara Occidental, que había estado luchando contra Mauritania desde que el gobierno del presidente Moktar Ould Daddah entró en la guerra del Sáhara Occidental en 1975. La CMSN optó por la retirada total del conflicto, evacuando el sur del Río de Oro (que había sido anexado como Tiris al-Gharbiyya ) y reconociendo al Polisario como representante del pueblo saharaui ; Esto llevó a una crisis en las relaciones con Marruecos, que de manera similar se había anexado los dos tercios del norte del país, y también se enfrentaba a la resistencia saharaui.